# 19994 Tresini
19994 Tresini è un asteroide della fascia principale. Scoperto nel 1990, presenta un'orbita caratterizzata da un semiasse maggiore pari a 2,7763036 UA e da un'eccentricità di 0,1763380, inclinata di 8,07993° rispetto all'eclittica.